# Riot (песня Rascal Flatts)
«Riot» — песня американской кантри-группы Rascal Flatts, вышедшая в качестве третьего сингла с их 9-го студийного альбома Rewind. Релиз прошёл 24 ноября 2014 года.

## История
Песня — это «умоляющая баллада, наполненная звуками фортепиано, струнными, нежным вибрато вокалиста Гэри ЛеВокса». В ней рассказчик просит его возлюбленную не покидать его, заявив, что «иначе он будет буйствовать», если она это сделает.
Песня получила положительные отзывы музыкальной критики, например от Country Weekly и Taste of Country
К августу 2015 года тираж сингла составил 201,000 копий в США.

## Музыкальное видео
Режиссёром видеоклипа стал Brian Lazzaro, а премьера прошла в апреле 2015 года.

## Позиции в чартах

### Еженедельные чарты
| Чарт (2014—5)                          | Наивысшая позиция |
| -------------------------------------- | ----------------- |
| США (Billboard Bubbling Under Hot 100) | 2                 |
| США (Billboard Country Airplay)        | 20                |
| США (Billboard Hot Country Songs)      | 27                |

### Годовые итоговые чарты
| Чарт (2015)                       | Позиция |
| --------------------------------- | ------- |
| США Country Airplay (Billboard)   | 78      |
| США Hot Country Songs (Billboard) | 76      |